# کامیلا-۹
کامیلا-۹ (به لاتین: Comilla-9) یک منطقهٔ مسکونی در بنگلادش است که در ناحیه کومیلا واقع شده‌است.